# Шашіані
Шашіані (груз. შაშიანი) — село в Грузії.
За даними перепису населення 2014 року в селі проживає 2342 осіб.